# Lien Čen-ling
Lien Čen-ling (čínsky pchin-jinem Lián Zhēnlíng, znaky 連珍羚; * 31. ledna 1988) je tchajwanská zápasnice – judistka.

## Sportovní kariéra
S judem začínala v devíti letech na základní škole v Tchaj-peji v kroužku. V tchajwanské ženské reprezentaci se pohybuje od roku 2006 v lehké váze do 57 kg. Od roku 2008 se připravovala v Japonsku na univerzitě Yamanashi gakuin v Kófu, kde promovala v roce 2013. V roce 2012 se na olympijské hry v Londýně nekvalifikovala. Od roku 2014 je zaměstnankyní a reprezentantkou v judu japonské společnosti Komatsu, kde se připravuje pod vedením olympijského vítěze Jošijuki Macuoki a jeho asistentů (osobní trenérka v roce 2016 Ikumi Tanimotová).
V roce 2016 se kvalifikovala na olympijské hry v Riu. Ve čtvrtfinále hrubě chybovala v zápase s Rumunkou Corinou Căprioriuovou, která v úvodní minutě kontrovala technikou sasae-curikomi-aši její pokus o o-uči-gari. V opravách postoupila do boje o třetí místo proti Japonce Kaori Macumotové, které podlehla na juko v závěrečné minutě technikou ko-uči-makikomi. Obsadila dělené 5. místo.

### Vítězství
- 2011 - 1x světový pohár (Čedžu)
- 2014 - 1x světový pohár (Tchaj-pej)
- 2015 - 2x světový pohár (Praha, Budapešť)
- 2017 - 1x světový pohár (Baku)

## Výsledky
| Olympijské hry    |     |     | — |    |     |     | —  |     |     |     | 5. |    |  |  |  |  |  |  |  |  |  |  |  |  |  |  |  |  |  |  |
| Mistrovství světa |     | úč. |   | 7. | úč. | úč. |    | úč. | úč. | úč. |    | 7. |  |  |  |  |  |  |  |  |  |  |  |  |  |  |  |  |  |  |
| Asijské hry       | —   |     |   |    | 3.  |     |    |     | 5.  |     |    |    |  |  |  |  |  |  |  |  |  |  |  |  |  |  |  |  |  |  |
| Mistrovství Asie  | —   | úč. | — | 5. |     | 3.  | 2. | —   |     | 2.  | 3. | 3. |  |  |  |  |  |  |  |  |  |  |  |  |  |  |  |  |  |  |
| Univerziáda       |     | úč. |   | —  |     | 5.  |    | 3.  |     | —   |    |    |  |  |  |  |  |  |  |  |  |  |  |  |  |  |  |  |  |  |
| MS juniorů        | úč. |     |   |    |     |     |    |     |     |     |    |    |  |  |  |  |  |  |  |  |  |  |  |  |  |  |  |  |  |  |